# Бонифаций V
Бонифаций V (на латински: Bonifatius PP. V) е римски папа от 23 декември 619 г. до 25 октомври 625 г. Рожденото му име е Бонифачо Фумини, (на италиански: Bonifacio Fummini).
Бъдещият папа е роден в Неапол. Наследява предшественика си папа Адеодат I, след като Светия престол е бил вакантен повече от година. Бонифаций V забранява помощниците на свещениците самостоятелно да извършват кръщения. Достроява и освещава гробището на Виа Номентана. Бонифаций прави много и за установяването на християнството в Англия и подписва декрет, съгласно който църквата става убежище за хората, преследвани от законите.
Погребан е в базиликата „Св. Петър“ на 25 октомври 625 г.